# Démographie de la Lettonie
Cet article contient des statistiques sur la démographie de la Lettonie.
Au 1er janvier 2015, la population était de 1 986 096 habitants contre 2 074 605 au 1er janvier 2011, selon Eurostat.
Entre le début des années 2000 et 2021, la population de Lettonie a chuté de 13 %. Il n'est pas rare de trouver dans le pays des villages déserts, des quartiers abandonnés, des écoles vides.

## Évolution de la population

### De 1960 à 2020
| Année | Population (au 1er janvier) | Naissances | Taux de natalité (‰) | Taux de fécondité (enfants par femme) | Décès  | Taux de mortalité (‰) | Taux de variation naturelle (‰) | Solde migratoire | Croissance démographique (‰) |
| ----- | --------------------------- | ---------- | -------------------- | ------------------------------------- | ------ | --------------------- | ------------------------------- | ---------------- | ---------------------------- |
| 1960  | 2 104 128                   | 35 468     | 16,7                 |                                       | 21 314 | 10,0                  | 6,7                             | 19 548           | 15,9                         |
| 1965  | 2 255 048                   | 31 212     | 13,8                 |                                       | 22 780 | 10,1                  | 3,7                             | 13 309           | 9,6                          |
| 1970  | 2 351 903                   | 34 333     | 14,6                 |                                       | 26 546 | 11,3                  | 3,3                             | 6 734            | 6,2                          |
| 1975  | 2 447 730                   | 34 810     | 14,2                 |                                       | 30 042 | 12,2                  | 1,9                             | 12 031           | 6,8                          |
| 1980  | 2 508 761                   | 35 534     | 14,1                 |                                       | 32 100 | 12,8                  | 1,4                             | 2 445            | 2,3                          |
| 1985  | 2 570 030                   | 39 751     | 15,4                 |                                       | 34 166 | 13,2                  | 2,2                             | 12 101           | 6,9                          |
| 1990  | 2 668 140                   | 37 918     | 14,2                 |                                       | 34 812 | 13,1                  | 1,2                             | −13 085          | - 3,7                        |
| 1995  | 2 500 580                   | 21 595     | 8,7                  |                                       | 38 931 | 15,7                  | - 7,0                           | −13 713          | - 12,5                       |
| 2000  | 2 381 715                   | 20 302     | 8,6                  | 1,25                                  | 32 205 | 13,6                  | - 5,0                           | −16 428          | - 12,0                       |
| 2005  | 2 249 724                   | 21 879     | 9,8                  | 1,39                                  | 32 777 | 14,6                  | - 4,9                           | −10 952          | - 9,8                        |
| 2010  | 2 120 504                   | 19 781     | 9,4                  | 1,36                                  | 30 040 | 14,3                  | - 4,9                           | −35 640          | - 21,9                       |
| 2015  | 1 986 096                   | 21 979     | 11,1                 | 1,70                                  | 28 478 | 14,4                  | - 3,3                           | −10 640          | - 8,7                        |
| 2016  | 1 968 957                   | 21 968     |                      | 1,74                                  | 28 580 |                       |                                 |                  |                              |
| 2017  | 1 950 116                   | 20 828     |                      | 1,69                                  | 28 757 |                       |                                 |                  |                              |
| 2018  | 1 934 379                   | 19 314     |                      | 1,60                                  | 28 820 |                       |                                 |                  |                              |
| 2019  | 1 919 968                   | 18 786     |                      | 1,61                                  | 27 719 |                       |                                 |                  |                              |
| 2020  | 1 907 675                   | 17 552     |                      | 1,55                                  | 28 854 |                       |                                 |                  |                              |
| 2021  | 1 893 223                   | 17 420     |                      | 1,57                                  | 34 600 |                       |                                 |                  |                              |
| 2022  | 1 875 757                   | 15 954     |                      | 1,47                                  | 30 731 |                       |                                 |                  |                              |
| 2023  | 1 883 008                   | 14 490     |                      |                                       | 28 031 |                       |                                 |                  |                              |

### Projection démographique
| Année | Population (au 1er janvier) Projection de référence |
| ----- | --------------------------------------------------- |
| 2020  | 1 911 668                                           |
| 2030  | 1 743 960                                           |
| 2040  | 1 598 786                                           |
| 2050  | 1 506 055                                           |
| 2060  | 1 426 615                                           |
| 2070  | 1 342 823                                           |
| 2080  | 1 284 285                                           |

## Migration et composition culturelle

### Immigrations puis émigrations auXXesiècle

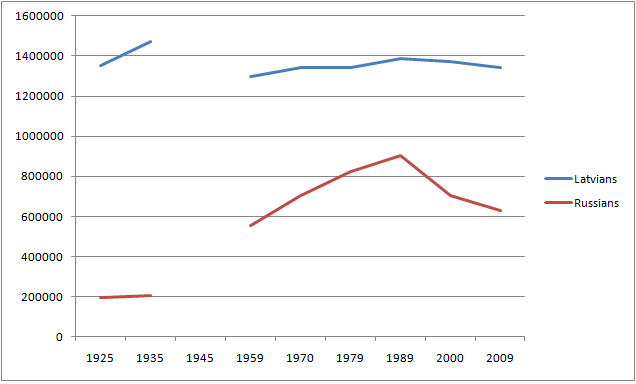
Évolution des populations lettones et russes au XXe siècle.

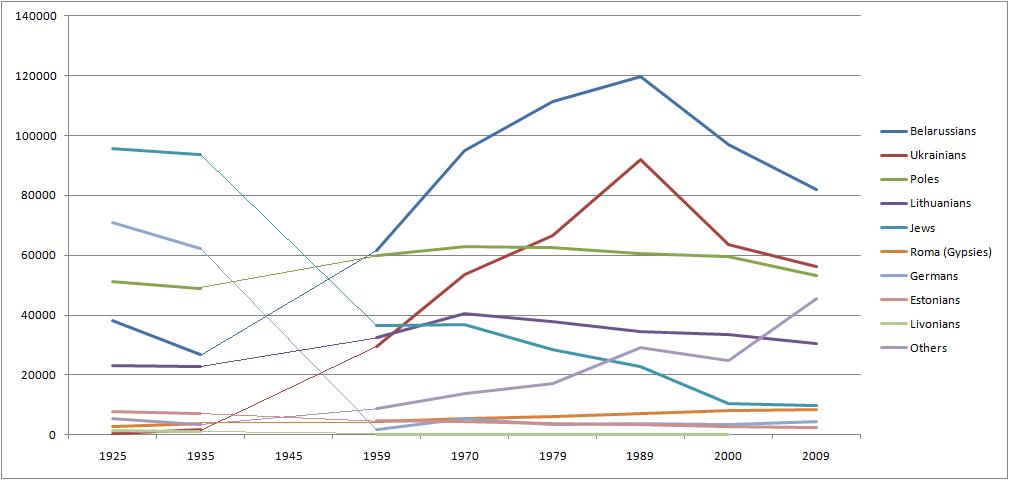
Évolution des groupes ethniques minoritaires au XXe siècle.

En 1897, le premier recensement officiel indique que les Lettons formaient 68,3 % de la population, avec 1,93 million d'individus ; les Russes représentaient 12 % de la population, les Juifs 7,4 %, les Allemands 6,2 %, et les Polonais 3,4 %. Les autres minorités de l'époque étaient les Lituaniens, les Estoniens, les Roms, et diverses autres nationalités. La part des Lettons ethniques est passée de 77 % avec 1 467 035 individus en 1935, à 52 % en 1989 avec 1 387 757 individus. En 2005, la population ethnique lettone est passé à 58,8 % de la population totale avec 1 357 099 individus. 
Le pays a connu une importante vague d'émigration après l'indépendance en raison des lois sur la naturalisation peu favorables aux personnes nées en territoire letton durant l'occupation soviétique. Les lois de l'automne 1998 ont pour but de modifier cette tendance en proposant des démarches simplifiées à ceux qui veulent acquérir la citoyenneté lettonne.

### Communauté juive
La Lettonie a eu une colonie juive au cours du XVIe siècle. Les Juifs étaient dans les villes où ils avaient été autorisés à s'installer, comme Riga ou Daugavpils. Au début du XXe siècle, il y avait environ 200 000 juifs en Lettonie. La plupart des juifs étaient engagés dans le commerce et bénéficiaient d'une situation économique relativement favorable[réf. nécessaire].
À la fin des années 1930, la population juive commence à diminuer. Une partie émigre après la première annexion soviétique. Une autre partie, en particulier la fraction la plus riche, est déportée en Sibérie par la police politique. Enfin, une dernière partie s'enfuit vers l'est lors de l'avancée des troupes nazies, en 1941.
La population lettonne, en collaboration avec les Allemands, a souvent participé à des pogroms. La plupart des Juifs lettons qui n'avaient pu s'enfuir furent assassinés dans les ghettos ou dans des lieux d'extermination comme les forêts (forêt de Rumbula, à Riga). En 1943, il y avait environ 5 000 juifs dans trois camps de travail et de nombreux ghettos. 
Certains juifs sont revenus en Lettonie après la guerre. En 1970, la communauté juive était d'encore environ 36 600 personnes. De 1970 à 1987, un tiers d'entre eux sont partis en Israël, d'autres émigrant encore en nombre après la chute de l'Union des républiques socialistes soviétiques. Selon les données du recensement de 2011, il resterait un peu plus de 6000 juifs vivant en Lettonie, soit environ 0,3 % de la population.

## Foyers urbains russes

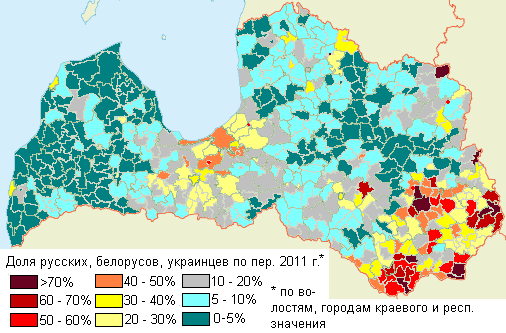
Pourcentage de slaves (russe, ukrainien et biélorusse) par communes en 2011.

## Évolution de la composition ethnique
| Groupe ethnique | recens. 1925 (en %) | recens. 1935 (en %) | recens. 1959 (en %) | recens. 1970 (en %) | recens. 1979 (en %) | recens. 1989 (en %) | recens. 2000 (en %) | recens. 2011 (en %) | recens. 2018 (en %) |
| --------------- | ------------------- | ------------------- | ------------------- | ------------------- | ------------------- | ------------------- | ------------------- | ------------------- | ------------------- |
| Lettons         | 73,4                | 75,5                | 62,0                | 56,8                | 53,7                | 52,0                | 57,7                | 62,1                | 62,2                |
| Russes          | 10,5                | 10,6                | 26,6                | 29,8                | 32,8                | 34,0                | 29,6                | 26,9                | 25,2                |
| Biélorusses     | 2,1                 | 1,4                 | 2,9                 | 4,0                 | 4,5                 | 4,5                 | 4,1                 | 3,3                 | 3,2                 |
| Ukrainiens      | 0,0                 | 0,1                 | 1,4                 | 2,3                 | 2,7                 | 3,5                 | 2,7                 | 2,2                 | 2,2                 |
| Polonais        | 2,8                 | 2,5                 | 2,9                 | 2,7                 | 2,5                 | 2,3                 | 2,5                 | 2,2                 | 2,1                 |
| Lituaniens      | 1,3                 | 1,2                 | 1,6                 | 1,7                 | 1,5                 | 1,3                 | 1,4                 | 1,2                 | 1,2                 |
| Roms            | 0,2                 | 0,2                 | 0,2                 | 0,2                 | 0,3                 | 0,3                 | 0,3                 | 0,3                 | 0,3                 |
| Juifs           | 5,2                 | 4,8                 | 1,8                 | 1,6                 | 1,1                 | 0,9                 | 0,4                 | 0,3                 |                     |
| Allemands       | 3,8                 | 3,2                 | 0,1                 | 0,2                 | 0,1                 | 0,1                 | 0,1                 | 0,1                 | 0,1                 |
| Estoniens       | 0,4                 | 0,4                 | 0,2                 | 0,2                 | 0,2                 | 0,1                 | 0,1                 | 0,1                 | 0,1                 |
| Lives           | 0,1                 | 0,0                 | 0,0                 | 0,0                 | 0,0                 | 0,0                 | 0,0                 | 0,1                 |                     |
| autres          | 0,3                 | 0,2                 | 0,4                 | 0,6                 | 0,7                 | 1,1                 | 1,1                 | 1,3                 | 3,4                 |

| Pays de naissance                  | 2015      | 2016      | 2017      | 2018      | 2019      | 2020      | 2021      | 2022      | 2023      | 2024      |
| ---------------------------------- | --------- | --------- | --------- | --------- | --------- | --------- | --------- | --------- | --------- | --------- |
| Population totale                  | 1 986 096 | 1 968 957 | 1 950 116 | 1 934 979 | 1 919 968 | 1 907 675 | 1 893 223 | 1 875 757 | 1 883 008 | 1 871 882 |
| Lettonie                           | 1 720 678 | 1 710 068 | 1 698 651 | 1 688 339 | 1 678 214 | 1 670 716 | 1 663 123 | 1 652 122 | 1 641 899 | 1 633 262 |
| Population totale née à l'étranger | 265 418   | 258 889   | 251 465   | 246 040   | 241 754   | 236 959   | 230 095   | 223 631   | 241 096   | 238 614   |
| Russie                             | 136 376   | 131 804   | 126 898   | 122 438   | 117 813   | 113 758   | 109 549   | 104 793   | 101 475   | 97 627    |
| Ukraine                            | 34 080    | 33 966    | 32 999    | 32 477    | 32 563    | 32 435    | 31 745    | 31 406    | 51 895    | 52 676    |
| Biélorussie                        | 48 588    | 47 198    | 45 507    | 43 941    | 42 645    | 41 304    | 39 791    | 38 453    | 37 127    | 35 854    |
| Lituanie                           | 16 668    | 16 095    | 15 423    | 14 904    | 14 343    | 13 853    | 13 368    | 12 801    | 12 221    | 11 796    |
| Kazakhstan                         | 5 931     | 5 885     | 5 794     | 5 729     | 5 705     | 5 623     | 5 544     | 5 390     | 5 406     | 5 362     |
| Royaume-Uni                        | 2 218     | 2 550     | 3 164     | 3 480     | 3 748     | 4 057     | 4 279     | 4 501     | 4 621     | 4 838     |
| Ouzbékistan                        | 2 052     | 2 145     | 2 145     | 2 309     | 2 594     | 2 862     | 2 889     | 2 807     | 3 216     | 3 382     |
| Estonie                            | 3 081     | 3 019     | 2 979     | 2 928     | 2 874     | 2 811     | 2 797     | 2 759     | 2 726     | 2 701     |
| Inde                               | 131       | 170       | 226       | 773       | 1 303     | 1 545     | 1 287     | 1 312     | 1 844     | 2 629     |
| Allemagne                          | 2 424     | 2 100     | 2 093     | 2 128     | 2 186     | 2 183     | 2 187     | 2 235     | 2 299     | 2 329     |
| Azerbaïdjan                        | 1 922     | 1 925     | 1 895     | 1 935     | 1 973     | 1 986     | 1 938     | 1 903     | 1 949     | 1 947     |
| Moldavie                           | 1 705     | 1 699     | 1 690     | 1 701     | 1 725     | 1 757     | 1 746     | 1 777     | 1 839     | 1 861     |
| Géorgie                            | 1 317     | 1 321     | 1 289     | 1 273     | 1 298     | 1 288     | 1 256     | 1 248     | 1 293     | 1 342     |
| Irlande                            | 731       | 822       | 879       | 909       | 946       | 968       | 985       | 1 016     | 1 049     | 1 105     |

|                                               | 2011      | 2016      | 2017      | 2018      | 2019      | 2020      | 2021      | 2022      |
| --------------------------------------------- | --------- | --------- | --------- | --------- | --------- | --------- | --------- | --------- |
| Population totale                             | 2 070 371 | 1 968 957 | 1 950 116 | 1 934 379 | 1 919 968 | 1 907 675 | 1 893 223 | 1 875 757 |
| Lettonie                                      | 1 728 213 | 1 680 011 | 1 670 670 | 1 661 848 | 1 653 343 | 1 647 270 | 1 640 782 | 1 630 747 |
| Population étrangère et citoyens non reconnus | 342 158   | 288 946   | 279 446   | 272 531   | 266 625   | 260 405   | 252 441   | 245 009   |
| Non-citoyens de Lettonie                      | 296 619   | 232 143   | 222 847   | 214 206   | 205 565   | 197 888   | 190 544   | 182 396   |
| Russie                                        | 34 091    | 42 299    | 42 160    | 41 894    | 41 480    | 40 855    | 40 073    | 39 206    |
| Ukraine                                       | 2 618     | 3 570     | 3 430     | 3 886     | 4 806     | 5 531     | 5 745     | 6 371     |
| Lituanie                                      | 2 999     | 3 092     | 3 068     | 3 086     | 3 064     | 3 080     | 3 086     | 3 093     |
| Biélorussie                                   | 1 758     | 1 988     | 1 890     | 1 891     | 2 138     | 2 273     | 2 287     | 2 610     |
| Inde                                          | 124       | 165       | 216       | 767       | 1 303     | 1 543     | 1 287     | 1 305     |
| Ouzbékistan                                   | 249       | 382       | 427       | 620       | 954       | 1 255     | 1 333     | 1 283     |
| Estonie                                       | 726       | 703       | 704       | 689       | 671       | 679       | 690       | 679       |

|                          | 2015  | 2018  | 2021 |
| ------------------------ | ----- | ----- | ---- |
| Total                    | 1 897 | 1 683 | 850  |
| Non-citoyens de Lettonie | 1 653 | 1 214 | 515  |
| Russie                   | 70    | 107   | 95   |
| Royaume-Uni              | 19    | 97    | 82   |

1. ↑  Les non-citoyens de Lettonie sont des ex-citoyens de l'ex-Union soviétique, essentiellement russophones et originaires principalement de Russie, d'Ukraine et de Biélorussie. Ils ont la possibilité d'acquérir la nationalité Lettone s'ils obtiennent un examen portant principalement sur la langue lettone et l'histoire de la Lettonie.

## Diaspora
La diaspora lettone serait d'environ 400 000,.

## Sources
1. ↑  Indicateurs du World-Factbook publié par la CIA.
2. ↑  Le taux de variation de la population 2018 correspond à la somme du solde naturel 2018 et du solde migratoire 2018 divisée par la population au 1er janvier 2018.
3. ↑  Indicateurs du World-Factbook publié par la CIA.
4. ↑  L'indicateur conjoncturel de fécondité (ICF) pour 2018 est la somme des taux de fécondité par âge observés en 2018. Cet indicateur peut être interprété comme le nombre moyen d'enfants qu'aurait une génération fictive de femmes qui connaîtrait, tout au long de leur vie féconde, les taux de fécondité par âge observés en 2018. Il est exprimé en nombre d’enfants par femme. C’est un indicateur synthétique des taux de fécondité par âge de 2018.
5. ↑  Indicateurs du World-Factbook publié par la CIA.
6. ↑   Le taux de natalité 2018 est le rapport du nombre de naissances vivantes en 2018 à la population totale moyenne de 2018.
7. ↑  Indicateurs du World-Factbook publié par la CIA.
8. ↑   Le taux de mortalité 2018 est le rapport du nombre de décès, au cours de 2018, à la population moyenne de 2018.
9. ↑  Indicateurs du World-Factbook publié par la CIA.
10. ↑  Le taux de mortalité infantile est le rapport entre le nombre d'enfants décédés à moins d'un an et l'ensemble des enfants nés vivants.
11. ↑  L'espérance de vie à la naissance en 2018 est égale à la durée de vie moyenne d'une génération fictive qui connaîtrait tout au long de son existence les conditions de mortalité par âge de 2018. C'est un indicateur synthétique des taux de mortalité par âge de 2018.
12. ↑  L'âge médian est l'âge qui divise la population en deux groupes numériquement égaux, la moitié est plus jeune et l'autre moitié est plus âgée.
13. ↑  « Eurostat - Tables, Graphs and Maps Interface (TGM) table »(Archive.org • Wikiwix • Archive.is • Google • Que faire ?), sur epp.eurostat.ec.europa.eu
14. ↑  Lettonie : Démographie peau de chagrin ARTE Reportage, 28 juin 2021
15. ↑  « Évolution de la population - Bilan démographique et taux bruts au niveau national », sur appsso.eurostat.ec.europa.eu (consulté le 27 novembre 2017)
16. ↑  « Indicateur conjoncturel de fécondité »(Archive.org • Wikiwix • Archive.is • Google • Que faire ?), sur ec.europa.eu (consulté le 27 novembre 2017)
17. ↑  « Population Projections Data »(Archive.org • Wikiwix • Archive.is • Google • Que faire ?), sur ec.europa.eu (consulté le 1er décembre 2017).
18. ↑  « Population au 1er Janvier par âge, sexe et type de projection », sur appsso.eurostat.ec.europa.eu (consulté le 27 novembre 2017)
19. 1 2  « Ethnicities in region of Latvia. Statistics », roots-saknes.lv (consulté le 22 janvier 2012)
20. ↑  (ru) « Всесоюзная перепись населения 1959 года. Национальный состав населения по республикам СССР », demoscope.ru (consulté le 22 janvier 2012)
21. ↑  (ru) « Всесоюзная перепись населения 1970 года. Национальный состав населения по республикам СССР », demoscope.ru (consulté le 22 janvier 2012)
22. ↑  (ru) « Всесоюзная перепись населения 1979 года. Национальный состав населения по республикам СССР », demoscope.ru (consulté le 22 janvier 2012)
23. ↑  (ru) « Всесоюзная перепись населения 1989 года. Национальный состав населения по республикам СССР », demoscope.ru (consulté le 22 janvier 2012)
24. ↑  « Population Census 2011 - Key Indicators - Latvijas statistika », sur csb.gov.lv
25. ↑  « IRG080. Iedzīvotāju skaits pēc tautības reģionos, republikas pilsētās, 21 attīstības centrā un novados gada sākumā-Statistikas datubāzes », sur Statistikas datubāzes (consulté le 25 septembre 2020).
26. ↑  « Latvijas statistika », sur csb.gov.lv
27. 1 2  http://data.csb.gov.lv/pxweb/en/Sociala/Sociala__ikgad__iedz__iedzskaits/?tablelist=true&rxid=a79839fe-11ba-4ecd-8cc3-4035692c5fc8
28. 1 2  (lv) « iedzrakst », sur data.csb.gov.lv.
29. ↑  « Database - Eurostat », sur ec.europa.eu
30. ↑  https://www.latvia.eu/life-society/diaspora/
31. ↑  https://www.cairn.info/revue-d-etudes-comparatives-est-ouest1-2017-1-page-345.htm